# Lipotriches melanodonta
Lipotriches melanodonta är en biart som först beskrevs av Cockerell 1926.  Lipotriches melanodonta ingår i släktet Lipotriches och familjen vägbin. Inga underarter finns listade i Catalogue of Life.

## Bildgalleri

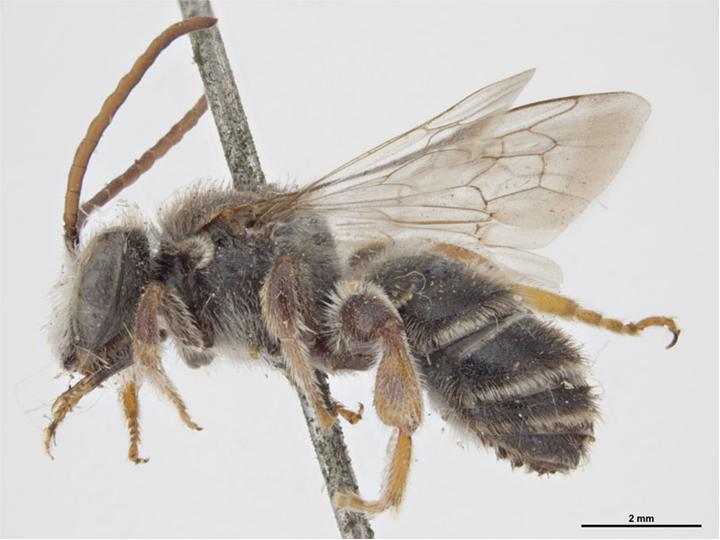